# 프로스나강

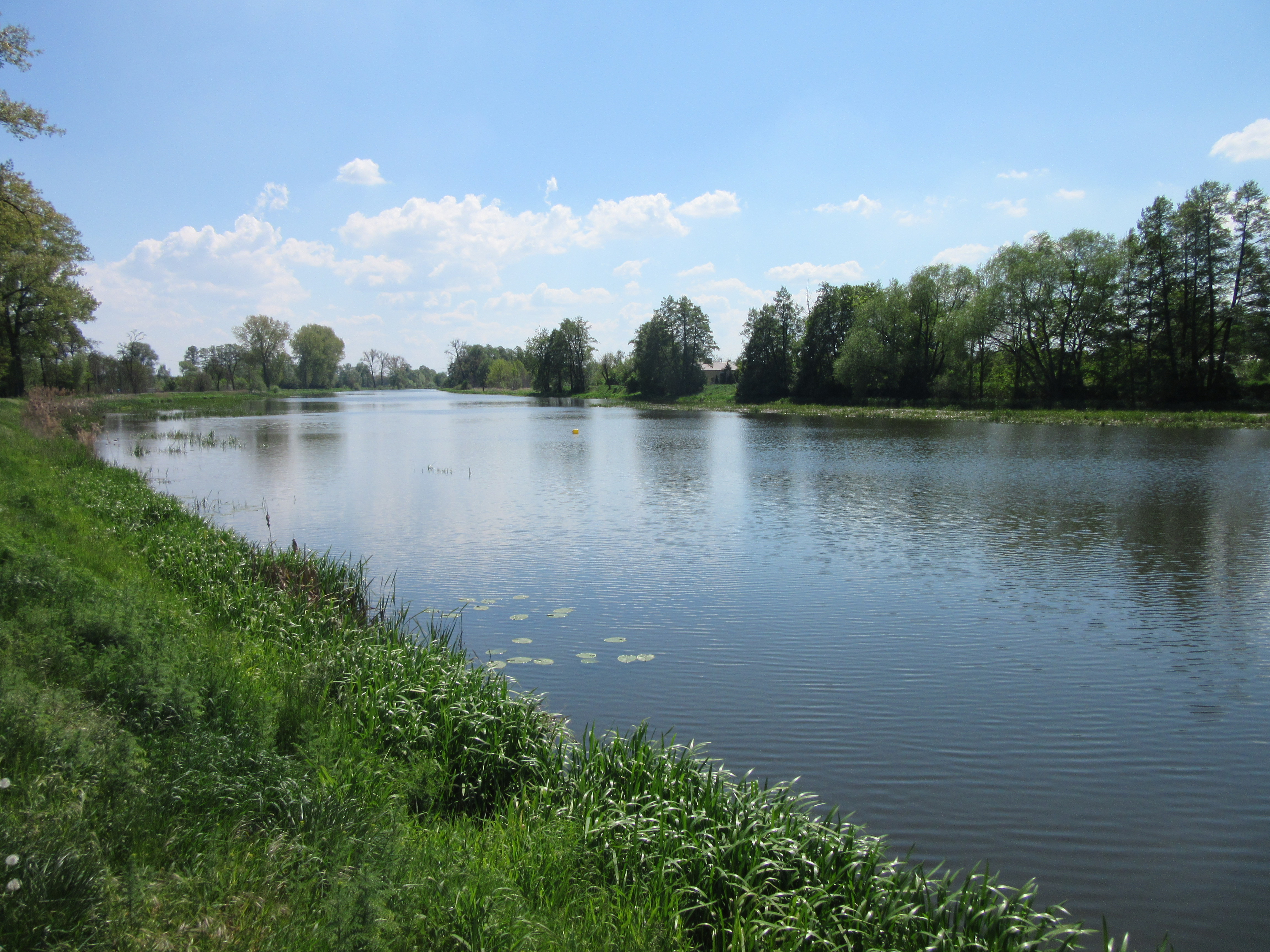
프로스나강

프로스나강(폴란드어: Prosna)은 폴란드 중부의 강이다. 바르타강의 왼쪽 지류로, 길이는 227km, 유역 면적은 4,917 km2다. 폴란드 내에서만 흐른다.